# 茨城県道329号小山菅生小絹停車場線

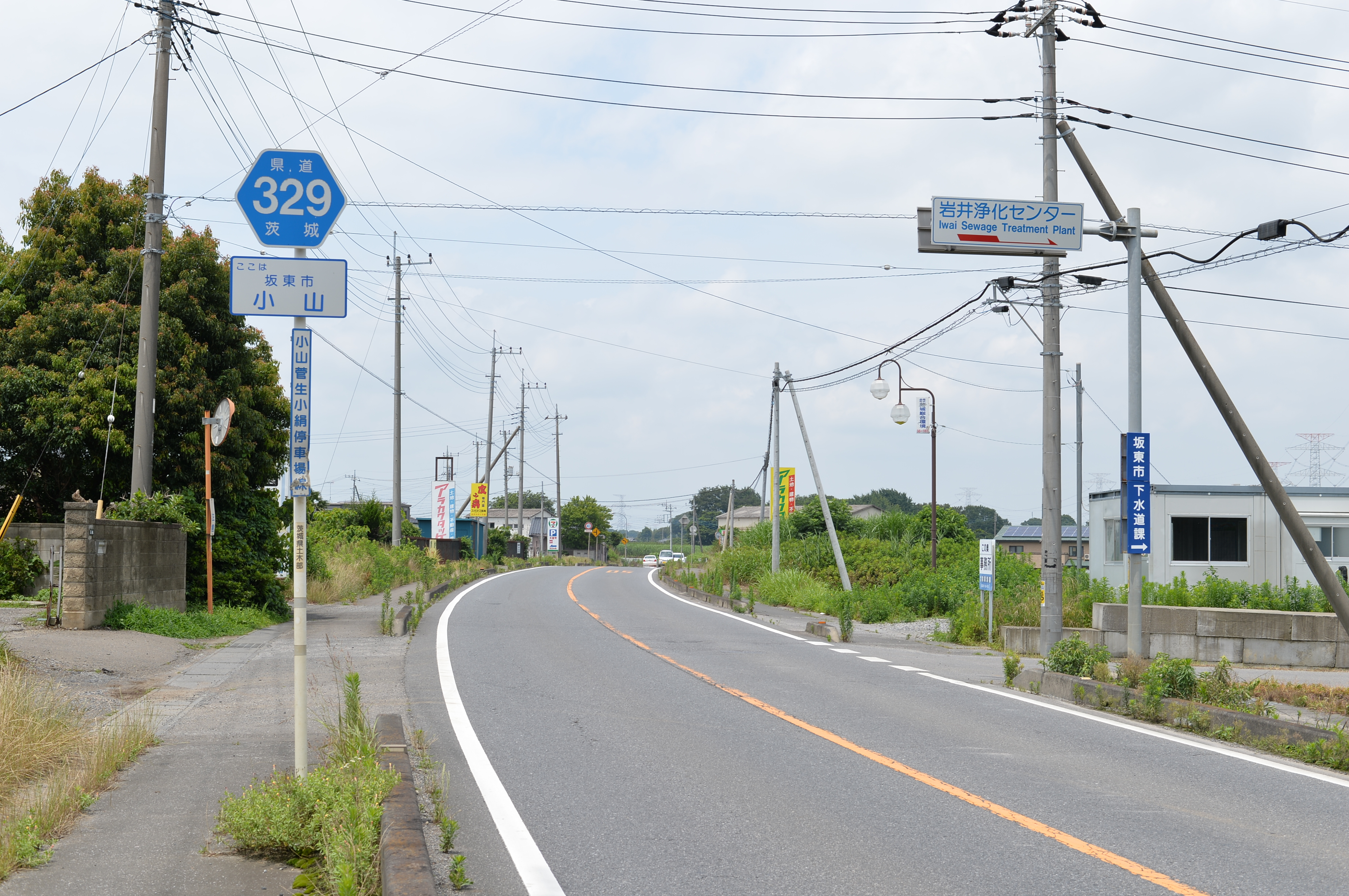
茨城県道329号小山菅生小絹停車場線
坂東市小山（2014年7月）

茨城県道329号小山菅生小絹停車場線（いばらきけんどう329ごう おやますがおこきぬていしゃじょうせん）は、茨城県坂東市小山から常総市菅生町を経て、つくばみらい市にある関東鉄道常総線小絹駅と接続する一般県道である。

## 概要
坂東市小山を起点に、常総市菅生町を経由してつくばみらい市小絹の関東鉄道小絹駅まで東西に結ぶ延長約5キロメートル (km) の一般県道である。起点は、茨城県道142号岩井野田線分岐とされるが、実際の見かけ上は、小山で県道岩井野田線と接続する一本道である。また、路線の大部分が茨城県道3号つくば野田線と重複しており、単独区間は起点から坂東市矢作までと、終点の小絹駅入口の僅かな区間となる。

### 路線データ
- 起点：坂東市小山（茨城県道・千葉県道142号岩井野田線交点）
- 終点：つくばみらい市小絹字下宿744番2地先（小絹駅）[1]
- 総延長：10.565 km[2]
- 重用延長：7.926 km[2]
- 未供用延長：なし[2]
- 実延長：2.639 km[2]
- 自動車交通不能区間延長[注釈 1]：なし[2]

## 歴史
1959年（昭和34年）10月14日、新たな県道として猿島郡岩井町大字小山を起点とし、筑波郡谷和原村大字小絹の小絹停車場を終点とする区間を本路線とする県道小山菅生小絹停車場線として茨城県が県道路線認定した。
1995年（平成7年）に整理番号329となり現在に至る。

### 年表
- 1913年（大正2年）11月1日：小絹駅が開業する。
- 1923年（大正12年）4月1日：現在の路線の前身である守谷岩井線、小絹停車場新宿線が路線認定される。[3]
- 1959年（昭和34年）10月14日：現在の路線が路線認定される[4]。
- 1964年（昭和39年）7月3日：車両制限令第5条1項[注釈 2]に基づく指定（路線対象番号226 菅生小絹停車場線：土浦野田線分岐点 - 岩井野田線交点）を受ける[5]。
- 1966年（昭和41年）6月30日：猿島郡岩井町大字莚打字南郷 - 同字鹿島沼を線形拡幅改良、新道（延長776 m）に付け替え供用開始[6]。
- 1969年（昭和44年）
  - 4月21日：猿島郡岩井町大字筵打字万蔵坊 - 同町同字西浦の狭隘路（最小幅員3.5 m、延長180 m）を拡幅改良供用開始[7] 。
  - 8月25日：猿島郡岩井町大字筵打字万蔵坊 - 同町同字大平の狭隘路（最小幅員3.8 m、延長333 m）を拡幅改良供用開始[8] 。
- 1978年（昭和53年）6月15日：岩井市大字矢作（矢作交差点） - 同市大字法師戸（法師戸交差点）のバイパス道路（1.211 km）が開通[9] 。
- 1980年（昭和55年）3月31日：玉台橋を含む水海道市大字内守谷（玉台橋西交差点） - 筑波郡谷和原村大字小絹（小絹小北交差点）の新道が開通[10]。
- 1981年（昭和56年）4月10日：水海道市大字内守谷地内（水海道内守谷簡易郵便局前 - 玉台橋西）の新道が開通[11]。
- 1983年（昭和58年）
  - 10月6日：筑波郡谷和原村大字小絹地内（村界 - 小絹小北交差点）の旧道（515 m）が指定解除され谷和原村道へ降格[12]。
  - 12月1日：水海道市内守谷町 - 谷和原村字小絹（村界）の旧道（2.136 km）が指定解除され水海道市道・谷和原村道へ降格[13]。
- 1984年（昭和59年）
  - 6月18日：水海道市菅生町地内の付替道路（3.15 km）の道路区域を指定[14]。
  - 12月6日：水海道市菅生町（菅生南交差点） - 同市内守谷町（内守谷交差点）の新道（約1.4 km）が開通[15]。
- 1986年（昭和61年）4月24日：筑波郡谷和原村大字小絹（小絹小北交差点 - 小絹駅） の国道294号重複ルート（585 m）を編入[16]。
- 1987年（昭和62年）12月24日：水海道市菅生町の菅生小入口交差点を経由する狭隘な旧道（2.585 km）が指定解除され、一部水海道市道へ降格[17]。
- 1988年（昭和63年）7月4日：水海道市菅生町 - 同市内守谷町の旧道（1.821 km）が指定解除され水海道市道へ降格[18]。
- 1991年（平成3年）8月29日：谷和原村大字小絹（小絹小北交差点 - 小絹駅）の旧道（385 m）が指定解除され谷和原村道へ降格[1]。
- 1995年（平成7年）3月30日：整理番号282から現在の番号（整理番号329）に変更される[19]。
- 2002年（平成14年）4月1日：岩井市大字小山 - 同市大字矢作の区間が、通行する車両の最大重量限度25トンの道路に指定される[20]。

## 重複区間
- 茨城県道3号つくば野田線（坂東市矢作 - つくばみらい市小絹:8.2 km）
- 国道294号（つくばみらい市小絹:0.35 km）

## 地理

### 通過する自治体
- 茨城県
  - 坂東市 - 常総市 - つくばみらい市

### 接続する道路
- 茨城県道3号つくば野田線（坂東市矢作 - つくばみらい市小絹まで重複）
- 茨城県道20号結城坂東線（坂東市矢作）
- 茨城県道252号坂東菅生線（常総市菅生町）
- 茨城県道58号取手豊岡線（常総市菅生町）
- 国道294号（つくばみらい市小絹地内で重複）

### 沿線
- 関東鉄道常総線 小絹駅